# Provincia marítima de Málaga
La provincia marítima de Málaga es una de las treinta provincias marítimas en que se divide el litoral español y se corresponde con la costa noroccidental del mar de Alborán. Su matrícula es MA y comprende el área desde el punta Chullera hasta el meridiano de la torre de la Caleta.
Se divide en cinco distritos marítimos:
- Estepona (MA-1): desde latitud 36º 18’ 7’’ N y longitud 005º 14’ 8’’ W (punta Chullera) hasta latitud 36º 27’ 1’’ N. longitud 005º 3’ 9’’ W (río Guadalmansa).
- Marbella (MA-2): desde latitud 36º 27’ 1’’ N. longitud 005º 3’ 9’’ W (río Guadalmansa) hasta latitud 36º 31’ 5’’ N y longitud 004º 37’ 7’’ W (Casa del Fuerte).
- Fuengirola (MA-3): desde latitud 36º 31’ 5’’ N y longitud 004º 37’ 7’’ W (Casa del Fuerte). hasta latitud 36º 18’ 7’’ N y longitud 004º 29’ 9’’ W (Punta del Saltillo).

- Málaga (MA-4): desde hasta latitud 36º 18’ 7’’ N y longitud 004º 29’ 9’’ W (punta del Saltillo) hasta latitud 36º 42’ 8’’ N y longitud 004º 13’ 4’’ W (Torre Chilches).

- Vélez-Málaga (MA-5): desde latitud 36º 42’ 8’’ N y longitud 004º 13’ 4’’ W (torre Chilches) hasta latitud 36º 44’ 6’’ N. longitud 003º 47’ 1’’ W (torre de la Caleta).